# Datschnoje (Kaliningrad, Selenogradsk)
Datschnoje (russisch Дачное, deutsch Birkenberg) ist ein Ort in der Oblast Kaliningrad der Russischen Föderation. Er liegt im Rajon Selenogradsk und gehört zur kommunalen Selbstverwaltungseinheit Stadtkreis Selenogradsk. Gemäß der Volkszählung von 2010 ist der Ort unbewohnt.

## Geographische Lage
Datschnoje liegt im äußersten Nordosten des Rajon Selenogradsk und ist 21 Kilometer von der Oblasthauptstadt Kaliningrad entfernt. In den Ort führt eine Stichstraße, die unweit von Priwolnoje (Gunthenen) von der Nebenstraße abzweigt, die Nekrassowo (Liska-Schaaken) mit Chrabrowo (Powunden) verbindet. Eine Bahnanbindung besteht nicht mehr, seit die Bahnstrecke Prawten–Schaaksvitte (russisch: Lomonossowo–Kaschirskoje) der Königsberger Kleinbahn mit der nächstgelegenen Bahnstation Schemtschuschnoje (Kirche Schaaken) außer Betrieb ist.

## Geschichte
Das einst Birkenberg genannte Dorf war ein Ortsteil der Landgemeinde Korreynen (russisch: Dubrawa, jetzt: Chrabrowo) und mit ihr in seiner Geschichte eng verbunden. Korreynen gehörte bis 1945 zum Amtsbezirk Lobitten (heute russisch: Lugowskoje) im Landkreis Königsberg (Preußen) (1939 bis 1945 Landkreis Samland) im Regierungsbezirk Königsberg der preußischen Provinz Ostpreußen.
Aufgrund seiner Lage im nördlichen Ostpreußen kam Birkenberg 1945 zur Sowjetunion und erhielt 1950 die russische Bezeichnung „Datschnoje“. Gleichzeitig wurde der Ort in den Dorfsowjet Nowoselski selski Sowet im Rajon Gurjewsk eingeordnet. Später gelangte der Ort in den Muromski selski Sowet im Rajon Selenogradsk. Von 2005 bis 2015 gehörte Nowoselskoje zur Landgemeinde Kowrowskoje selskoje posselenije und seither zum Stadtkreis Selenogradsk.

## Kirche
Birkenberg war bis 1945 aufgrund seiner fast ausnahmslos evangelischen Bevölkerung in das Kirchspiel der Kirche Powunden (heute russisch: Chrabrowo) eingepfarrt und gehörte zum Kirchenkreis Königsberg-Land II innerhalb der Kirchenprovinz Ostpreußen der Kirche der Altpreußischen Union. Heute liegt Datschnoje im Einzugsbereich der in den 1990er Jahren neu entstandenen evangelisch-lutherischen Gemeinde in Marschalskoje (Gallgarben). Sie ist eine Filialgemeinde der Auferstehungskirche in Kaliningrad (Königsberg) innerhalb der Propstei Kaliningrad der Evangelisch-lutherischen Kirche Europäisches Russland.